# Dornier Museum
Il Dornier Museum Friedrichshafen è un museo aeronautico che si trova a Friedrichshafen, sulle rive del lago di Costanza (Bodensee), in Germania.
Collocato in una struttura dall'architettura avveniristica, il museo è dedicato alla storia della Dornier-Werke GmbH e del suo fondatore, Claude Dornier, e percorre lo sviluppo dell'azienda, delle aziende cittadine che ne hanno condiviso l'evoluzione e l'integrazione con il tessuto sociale ed economico della città.

## Esemplari in esposizione
- Dornier Merkur (replica)
- Dornier Do 27
- Dornier Do 29
- Dornier Do 31
- Dornier Do 228
- Dornier Do 328
- Fiat G.91
- Breguet Br 1150 Atlantic
- Dassault-Dornier Alpha Jet
- I modelli in scala di tutta la produzione aeronautica Dornier[1]